# Dorfkirche Binz

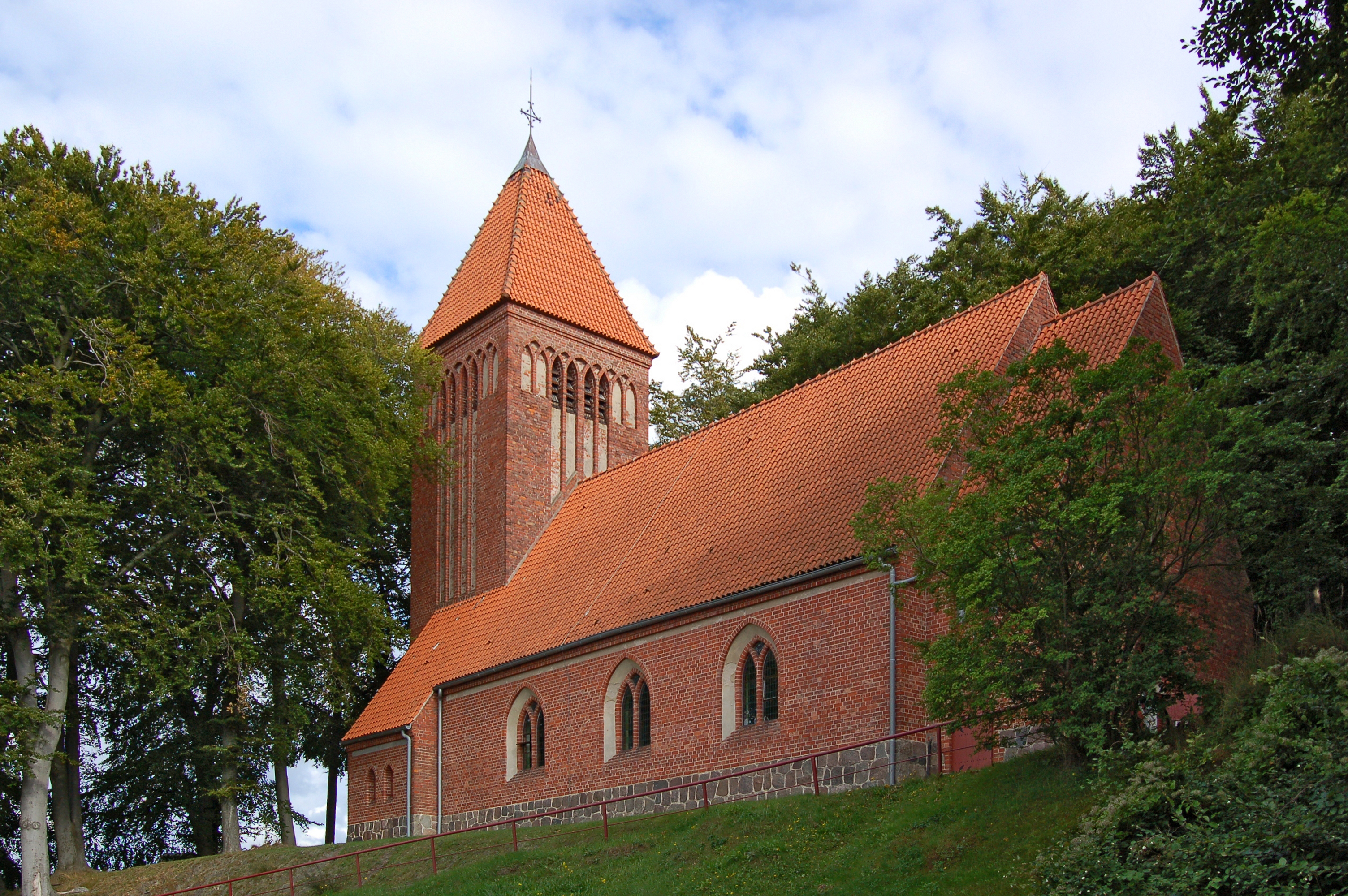
Dorfkirche Binz

Die Dorfkirche Binz ist der Sitz der evangelischen Kirchengemeinde Binz auf Rügen. Sie gehört seit 2012 zur Propstei Stralsund im Pommerschen Evangelischen Kirchenkreis der Evangelisch-Lutherischen Kirche in Norddeutschland. Vorher gehörte sie zum Kirchenkreis Stralsund der Pommerschen Evangelischen Kirche.

## Geschichte
Die Dorfkirche Binz wurde 1911–1913 im neugotischen Stil als Ableger der St.-Johannes-Gemeinde in Zirkow errichtet. Der Neubau hatte reichen Zulauf aus dem Badeort Binz, während das sieben Kilometer entfernte Zirkow weniger attraktiv war. Im Jahr 2003 wurden die beiden Gemeinden Binz und Zirkow zusammengelegt, das Pfarramt befindet sich in Binz.
Die Ausstattung der Kirche in Binz stammt aus Bethel. Die zweimanualige Grüneberg-Orgel wurde 1913 geliefert (Opus no. 666) und 1985 und 2000 von Rainer Wolter überholt und restauriert. Die drei Kirchenglocken wurden in Bochum gegossen.
Der Innenanstrich der Kirche mit Ölfarbe von 1934 stellte sich als ungünstig für das Raumklima heraus, da das Schwitzwasser nicht von den Wänden absorbiert werden konnte. Erst im Frühjahr 2000 wurde neu verputzt. Ein Neuanstrich steht noch aus und soll von Spendengeldern finanziert werden.

## Orgel
1912 baute der Stettiner Orgelbaumeister Grüneberg eine neue Orgel mit pneumatischer Spiel- und Registertraktur. Sie hat 14 Register auf 2 Manualen und Pedal. Im Ersten Weltkrieg mussten die damaligen zinnernen Prospektpfeifen zu Kriegszwecken abgegeben werden. Sie wurden durch Pfeifen aus Zinkblech ersetzt. Im Zuge der Orgelbewegung wurde die Orgel zum neobarocken Klangbild hin verändert. 2012/13, anlässlich des 100-jährigen Jubiläums der Orgel wurde sie durch die Orgelbauwerkstatt Wolter restauriert und wieder zum ursprünglichen romantischen Klangideal verändert.
Disposition seit 2013:
| I Manual C–f3   |    |
| Prinzipal       | 8′ |
| Gedackt         | 8′ |
| Octave          | 4′ |
| Blockflöte      | 4′ |
| Gamba           | 8′ |
| Rauschquinte II |    |

| II Manual C–f3   |    |
| Lieblich Gedackt | 8′ |
| Flöte            | 4′ |
| Salicional       | 8′ |
| Terzian II       |    |
| Oboe             | 8′ |

| Pedal C–d1 |     |
| Subbass    | 16′ |
| Octavbass  | 8′  |
| Choralbass | 4′  |

- Koppeln: II/I (Schalter), I/P, II/P, Superoctavkoppel I (Schieber)
- Spielhilfen: 3 feste Kombinationen: piano, mezzoforte, tutti (Knöpfe)

Siehe auch: Liste der Kirchen auf Rügen